# Heterocopus leprosus
Heterocopus leprosus ist eine Art aus der Ordnung der Gespenstschrecken (Phasmatodea) und die einzige gültige Art der Gattung Heterocopus.

## Merkmale
Die wenigen bekannten Exemplare der Gattung sind mittelgroße und vollständig ungeflügelte, kaum bestachelte Arten. Sie ähneln den Gattungen Eubulides und Theramenes. Im Gegensatz zu diesen haben die Weibchen von Heterocopus keinen gebogenen, sondern einen geraden und relativ langen sekundären Legestachel. Sie erreichen 57 bis 69 mm Länge. Vom Mesonotum über das Metanotum bis zum Ende des Abdomens zieht sich eine deutliche Kante entlang der Körpermitte. Auf der Körperoberseite sind lediglich die Stacheln oberhalb der hinteren Coxen (Supracoxalstacheln) erkennbar ausgebildet. Auf der Unterseite sind sowohl an den Sterniten des Thorax, als auch des Abdomens kleinere Dornen vorhanden. Die Beine sind an den Femuren und Tibien mehr oder weniger bedornt. Männchen sind um 44 mm lang.

## Systematik
Josef Redtenbacher beschrieb die Gattung Heterocopus 1906 für die ebenfalls von ihm anhand eines Weibchens neu beschriebene Heterocopus leprosus und überführte gleichzeitig die 1859 von John Obadiah Westwood als Acanthoderus ranarius beschriebene Art in diese Gattung. Letztere wurde bereits 1939 von James Abram Garfield Rehn und seinem Sohn John W. H. Rehn in die Gattung Ilocano überführt. Somit nennen Rehn und Rehn mit Heterocopus leprosus nur einen Vertreter in der Gattung Heterocopus. Ilocano ist seit 2021 ein Synonym zu Tisamenus, die von Westwood beschriebene Art wird bereits seit 2004 in dieser Gattung geführt und folgerichtig als Tisamenus ranarius bezeichnet. Als Syntypen sind zwei in Alkohol konservierte Weibchen im Naturhistorischen Museum Wien und ein weiteres trocken präpariertes Weibchen im Zoologischen Museum Hamburg hinterlegt. Alle drei stammen ursprünglich aus dem Museum Godeffroy in Hamburg. Ein Männchen von Heterocopus leprosus wurde erstmals 1950 von Cornelis Joseph Maria Willemse beschrieben. Es ist im Bernice P. Bishop Museum in Honolulu hinterlegt. Bereits 1937 beschrieb Klaus Günther mit Heterocopus carli eine weitere Art der Gattung, die sich durch das Fehlen von Dornen an den Femuren und Tiebien von Heterocopus leprosus unterscheidet. Für diese sind je ein männlicher und weiblicher Syntypus im Museum für Tierkunde Dresden hinterlegt. Oliver Zompro überführte die Art 1998 in die Gattung Pachymorpha, einer Gattung mit stabartigen Gespenstschrecken. Da sie bis heute dort geführt wird, ist Heterocopus weiterhin monotypisch.

## Verbreitungsgebiet
Die drei weiblichen Syntypen stammen von den Palauinseln am östlichen Rand Mikronesiens.